# Радио Континенталь
Радио «Континенталь» — челябинская радиовещательная компания, включающая в себя одноимённую радиостанцию и ряд других.

## История
Радиохолдинг появился в 1994 году. Изначально вещал на 72,74 УКВ (на данный момент частота не используется), сейчас вещает на частоте 100,4 МГц. Изначально ретранслировал «Радио 101», затем «Русское радио» (сейчас на 104,1 FМ). Когда в феврале 2007 года «Русское радио» переместилось на частоту 104,1 FМ (сместив там родственное «Радио Maximum»), радиохолдинг вначале делал полностью своё «Русское радио», а затем сменил бренд на сегодняшний. 

## Ведущие
- Утреннее шоу #СУТРАПОРАДИО: Ксюша Савушкина, Тимон, Арсений Титов

- Новостная служба: Сергей Романов, Арсений Титов

## Внеэфирные проекты
- "Континентальный ДВИЖ"
- "День Рождения #СУТРАПОРАДИО"

## Города вещания
- Челябинск — 100,4 МГц
- Магнитогорск — 102,5 МГц
- Златоуст — 102,7 МГц
- Миасс — 103,8 МГц
- Троицк — 88,3 МГц
- Сатка — 105,3 МГц
- Снежинск — 100,6 МГц
- Южноуральск — 103,8 МГц
- Кыштым — 104,4 МГц
- Катав-Ивановск — 103,6 МГц
- Юрюзань — 103,6 МГц
- Усть-Катав — 103,6 МГц
- Карталы — 104,9 МГц

Таким образом, «Радио Континенталь» по охвату городов Челябинской области уступает лишь радиостанции «Южный Урал», и то лишь за счёт проводных каналов — без учёта проводных каналов «Радио Континенталь» является крупнейшей на данный момент радиостанцией Челябинской области по охвату аудитории.

## Дополнительные активы
Радио «Континенталь» осуществляет вещание некоторых федеральных радиостанций в Челябинске:
- Радио Континенталь — 100,4 МГц
- Дорожное радио — 69,23 МГц, 106,3 МГц
- NRJ — 96,0 МГц
- Юмор FM — 101,2 МГц
- Радио Шансон — 105,9 МГц